# 張音
張 音（ちょう おん/ちょう いん、生没年不詳）は、中国後漢時代末期の政治家。

## 事績
史書においては延康元年（220年）10月の、漢から魏への禅譲の際にその名が見える。曹丕に皇帝の証である璽綬を譲ろうとする献帝と、それを拒む曹丕との間を行き来した。
献帝の詔勅の中で張音の官位は「使持節行御史大夫事太常」と記されている。
羅貫中の小説『三国志演義』でも第80回にて、史実に近い立場で登場。官名は「高廟使」とされる。